# Abû Bakr Tughlûq
Abû Bakr Tughlûq est sultan de Delhi de la dynastie des Tughlûq de 1389 à 1390. Petit-fils de Fîrûz Shâh Tughlûq, il succédé à son cousin Ghiyâs ud-Dîn II Tughlûq après son assassinat le 20 février 1389. Son oncle Muhammad III Tughlûq se fait proclamer sultan en compétition avec lui à Samana le 24 avril 1389 et Abû Bakr doit quitter le trône au mois d'août de l'année suivante.

## Sources
- The Delhi Sultanate, de Peter Jackson